# Miquelets de Catalunya

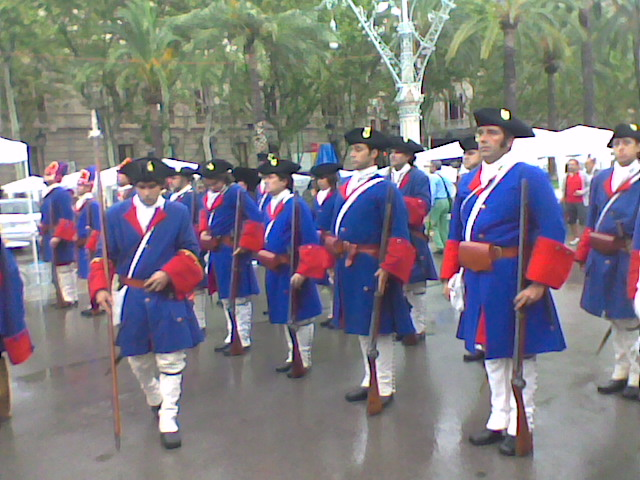
Escadron du Régiment de la Députation du Général à l'Arc de Triomphe (Barcelone) le 11 septembre 2013

Miquelets de Catalunya est une association de reconstitution historique centrée sur la Guerre de Succession d'Espagne et fondée en 2005. Actuellement près d'une centaine de partenaires recréent plusieurs unités militaires catalanes et aussi d'autres personnages de la période de la Guerre de Succession.